# Ann Njogu
Ann Njogu es una activista keniana. En 2010, fue directora del Center for Rights Education and Awareness (Centro para la Educación y la Concienciación) que, entre otras cosas, documentó la violencia sexual y de género después de las elecciones generales de Kenia en diciembre de 2007. También fue redactora y promotora de la Ley de Delitos Sexuales de Kenia, que se convirtió en ley en 2006.

## Activismo
Además de su trabajo sobre violencia sexual y de género, Njogu fue copresidenta de la Comisión Multisectorial de la Reforma Constitucional, copresidenta del Foro de Diálogo Conjunto sobre la Reforma Constitucional y delegada en la Conferencia Nacional de Bomas sobre Reformas Constitucionales. En 2007, fue atacada y arrestada por las fuerzas de seguridad del Estado por exigir que los miembros del Parlamento revisaran sus salarios, que eran muy elevados a pesar de la pobreza de Kenia. Ella y los demás detenidos presentaron una referencia constitucional conocida popularmente como "Ann Njogu y otros contra el Estado", que logró limitar a 24 horas el tiempo que un ciudadano keniano podía permanecer detenido. En 2008, fue copresidenta del Congreso de la Sociedad Civil, que trabajó para mejorar la política tras la violencia que siguió a las elecciones de diciembre de 2007 en Kenia.
En 2008, la policía la golpeó y abusó sexualmente de ella cuando la arrestaron a ella y a otras personas por sugerir que podría haber ocurrido corrupción en la venta del Hotel Grand Regency.
Njogu recibió el premio Internacional a las Mujeres de Coraje en 2010.
En 2012, ella y su hijo fueron acusados de agredir a su padre, pero en 2013 fueron absueltos.